# 2002 au Liban
Chronologie du Liban
- 1998
- 1999
- 2000
- 2001
- 2002
- 2003
- 2004
- 2005
- 2006

Cet article présente les faits marquants de l'année 2002 au Liban ou concernant ce pays.

## Évènements
- Le Liban participe aux Jeux olympiques d'hiver de 2002 à Salt Lake City. Deux skieurs alpins libanais se sont qualifiés pour ces Jeux olympiques, Niki Fürstauer (en) et Chirine Njeim.
- 24 janvier : assassinat d'Elie Hobeika, ancien chef des milices chrétiennes considéré comme étant responsable des massacres de Sabra et de Chatila[1].

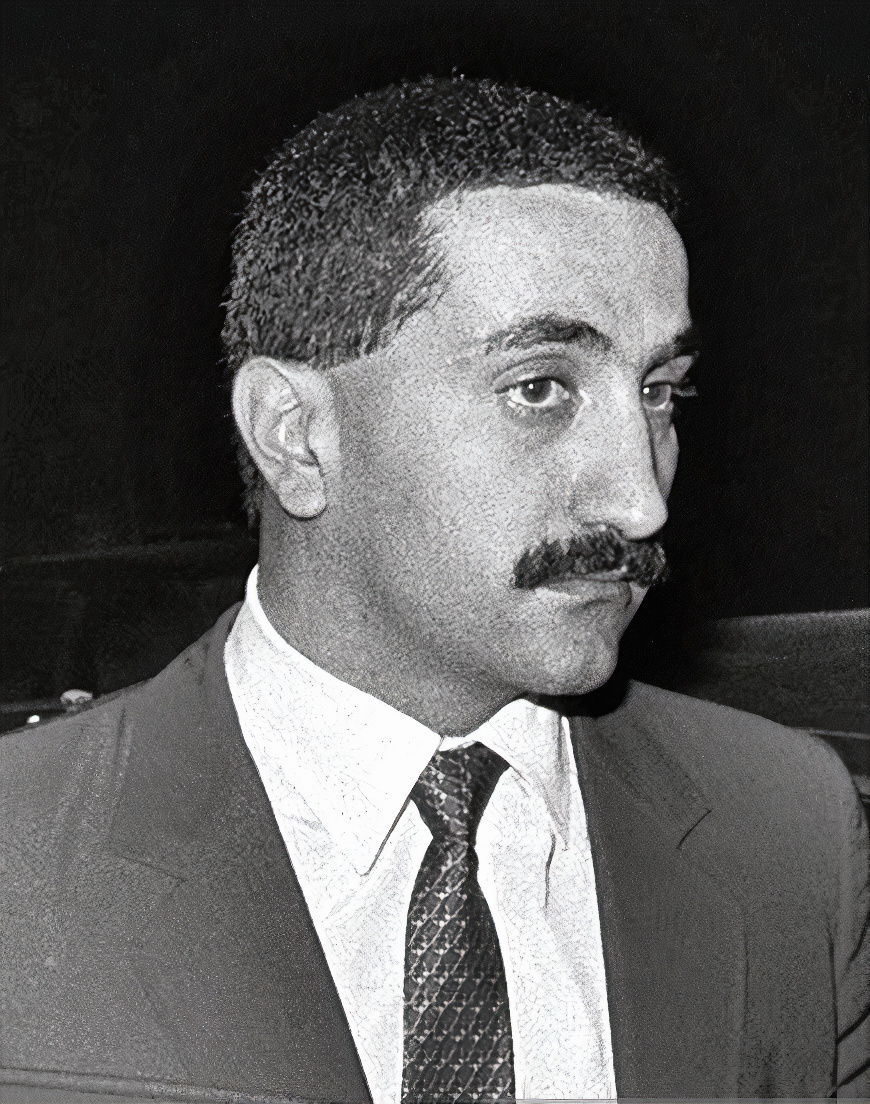
Elie Hobeika.

- 28 janvier : résolution 1391 du Conseil de sécurité des Nations unies, adoptée à l'unanimité. Après avoir rappelé les résolutions précédentes sur Israël et le Liban, notamment les résolutions 425 (de 1978), 426 (de 1978), 1310 (de 2000), 1337 (de 2001) et 1365 (de 2001), le Conseil a décidé de proroger de six mois le mandat de la Force intérimaire des Nations unies au Liban (FINUL) jusqu'au 31 juillet 2002[2].
- 27 et 28 mars : sommet de la Ligue arabe à Beyrouth. 14e sommet de la Ligue arabe[3].
- 30 juillet : résolution 1428 du Conseil de sécurité des Nations unies adoptée à l'unanimité. Après avoir rappelé les résolutions précédentes sur Israël et le Liban, notamment les résolutions 425 (de 1978), 426 (de 1978), 1310 (en) (de 2000), 1337 (de 2001), 1365 (de 2001) et 1391 (de 2002), le Conseil a décidé de proroger de six mois le mandat de la Force intérimaire des Nations unies au Liban (FINUL) jusqu'au 31 janvier 2003[4].
- 7 au 13 octobre : Beyrouth - Festival international du Film, édition 2002[5].
- 17 au 20 octobre :  IXème sommet de la Francophonie à Beyrouth.[6].